# Guerre de Soixante Ans
La guerre de soixante ans (1754-1814) est une suite de conflits située dans la région des Grands Lacs nord américains.
Cette guerre comprend six phases :
- la guerre de la conquête (1754-1763) : Elle voit s'affronter les Français, leurs milices de la Nouvelle-France et leurs alliés amérindiens d'un côté, et les Britanniques, leurs milices américaines alliés iroquois de l'autre, pour la domination coloniale de l'Amérique du Nord.
- la rébellion de Pontiac (1763-1766) : Elle opposa l'Empire britannique à une confédération de tribus amérindiennes de la région des Grands Lacs, du Pays des Illinois et de la Vallée de l'Ohio.
- la guerre de Dunmore (1774) : C'est un conflit qui eut lieu en 1774 entre la colonie de Virginie et les Shawnees et Mingos dans le sud de la Vallée de l'Ohio.
- le Front de l'Ouest de la guerre d'indépendance des États-Unis (1775-1781) :  La guerre de l'Ouest s'est faite essentiellement entre Amérindiens, Canadiens avec leurs alliés Britanniques à Détroit, et les colons américains au sud et à l'est de la rivière Ohio.
- la guerre amérindienne du Nord-Ouest (1785-1795) : c'est une guerre qui opposa les États-Unis et une confédération de plusieurs nations amérindiennes pour le contrôle du Territoire du Nord-Ouest.
- la guerre anglo-américaine de 1812 (1812-1815) : Elle a opposé les États-Unis au Royaume-Uni, entre juin 1812 et février 1815.